# 漢武大帝
『漢武大帝』（かんぶたいてい、原題：汉武大帝）は、2004年の中国のテレビドラマ。全58話。

## 概要
本作は司馬遷『史記』と班固『漢書』を基にして作られている。
映画『孔子の教え』の女性監督フー・メイが、モンゴル、河北、浙江などで一大ロケーションを行い、3年の歳月をかけ手がけた歴史大河ドラマ。前漢の最盛期を築き上げた武帝・劉徹の生涯を壮大なスケールで描く。
中国を代表するベテラン俳優のチェン・バオグオが壮年時代の漢武帝・劉徹を演じ、北京テレビ祭の最優秀主演男優賞に輝いた。さらに劉陵役の女優タオ・ホンが最優秀助演女優賞を、監督のフー・メイが最優秀監督賞を獲得した。
2005年には年間ドラマ視聴率第3位、コマーシャル収入歴代1位に輝き、中華圏に時代劇ブームを巻き起こすきっかけとなった。

## あらすじ
6代皇帝・景帝の時代、漢は外には匈奴、内には諸侯王による謀反の脅威にさらされていた。匈奴の残虐な略奪行為に怒りの収まらない景帝であったが、「攘夷より内治優先」が先帝の遺言であると御史大夫の晁錯にいさめられる。
「呉楚七国の乱」から武帝崩御までを描く。

## スタッフ
- 監督：フー・メイ（中国語版）
- 制作：リウ・ダーホン
- 脚本：ジャン・チータオ
- 撮影：チー・シャオニン、ジャン・ユエフー
- 美術：マオ・ホァイチン

## 主題歌
- 片頭歌曲：「最後的傾訴」
- 片中挿曲：「心霊睡過的地方」
- 片中挿曲：「千百年後誰又会記得誰」
- 片尾歌曲：「等待」
作曲：張宏光／作詞：葛根塔娜／演唱：韓磊（中国語版）、姚貝娜（中国語版）

## 登場人物・出演者
| 登場人物     | 出演者             |
| ------------ | ------------------ |
| 武帝（壮年） | チェン・バオグオ   |
| 武帝（青年） | ドゥ・チュン       |
| 劉徹（少年） | 白鈺               |
| 劉彘（幼年） | 萬昌浩             |
| 竇太后       | グィ・アーレイ     |
| 景帝         | ジアオ・ホアン     |
| 梁王劉武     | シェン・バオピン   |
| 館陶公主     | 蘇小明             |
| 栗妃         | 簡丹               |
| 劉栄         | 陳偉棟             |
| 王夫人       | ソン・シャオイン   |
| 阿嬌         | 徐紅娜             |
| 衛子夫       | リン・ジン         |
| 李夫人       | 高婷婷             |
| 鉤弋夫人     | 張婉亦             |
| 平陽公主     | ヤン・トンシュー   |
| 南宮公主     | チャオ・シュエレン |
| 金俗         | ヤン・トンシュー   |
| 劉安         | 婁際成             |
| 劉陵         | タオ・ホン         |
| 晁錯         | 朱藝               |
| 周亜夫       | 徐祖明             |
| 竇嬰         | マー・シャオホァ   |
| 田蚡         | チャン・シー       |
| 韓安国       | スン・フェイフー   |
| 李広         | ルー・シューミン   |
| 衛青         | 陸剣民             |
| 霍去病       | リー・ジュンフォン |
| 趙信         | 延杰               |
| 司馬遷       | 王往               |
| 劉屈氂       | シェン・バオピン   |
| 李広利       | 王迎奇             |
| 霍光         | 張雷               |
| 金日磾       | 徐沖               |
| 軍臣単于     | バー・イン         |
| 伊稚斜単于   | 高発               |
| 依妹         | 努茜               |
| 中行説       | 陳長海             |